# Office national des statistiques (Géorgie)

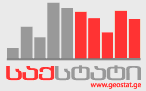
Logo de GeoStat

Pour les articles homonymes, voir Office national des statistiques.
L'Office national des statistiques de Géorgie, dit GeoStat, est  une institution officielle de la République de Géorgie chargée de l’établissement des statistiques nationales. Il répond aux obligations de la Constitution, à celles des lois relatives aux statistiques d’une part et aux administrations publiques d’autre part. Il s’inscrit dans les pratiques internationales d’établissement de statistiques .

## Histoire
Le 15 novembre 1918, un Bureau de statistiques est créé par le ministre de l’Agriculture de la République démocratique de Géorgie, Noé Khomériki. Le 25 juillet 1919, l’Assemblée constituante, présidée par Nicolas Tcheidze, adopte une loi créant le Comité central  de statistiques de la République.  Le 3 avril 1921, après l’invasion de l’Armée rouge, la Division centrale de statistiques de la République soviétique de Géorgie est créée. Le 27 février 1991, après la restauration de l’indépendance du pays, la loi établit un Comité de l’information économique et sociale, remplacé sous l’impulsion du président Edouard Chevardnadze en 1997 par le Département d’Etat de l’information économique et sociale. En 2004, sous l’impulsion du président Mikheil Saakachvili, ce département est intégré au ministère du Développement économique. Le 11 décembre 2009, le Parlement vote la loi relative aux statistiques officielles de la Géorgie et instaure l’Office national des statistiques de Géorgie.

## Missions
Géostat est une institution officielle responsable de la production et de la diffusion des statistiques de la République de Géorgie,  conformément aux normes et aux exigences statistiques internationales. Ses principaux objectifs sont la collecte, l'édition, le traitement, le stockage, l’analyse et la diffusion d'informations statistiques fiables. 
Sa principale mission est la fourniture de statistiques officielles à la société civile, aux autorités  géorgiennes, aux institutions internationales, aux ONG (organisations non gouvernementales),  aux milieux universitaires,  aux médias,  aux acteurs économiques et à d'autres catégories d'utilisateurs. 
Son information est ouverte et accessible à tous les utilisateurs. 

## Conseil d’Administration
Le Conseil d'Administration est composé d’un président et de sept membres. Trois d’entre eux représentent respectivement la Banque nationale, le ministère des Finances et le ministère du Développement économique. Les cinq autres membres sont nommés par le Premier ministre.

## Organisation
L’office est composé de neuf divisions opérationnelles
- Comptes nationaux,
- Démographie et recensements,
- Social,
- Environnement et agriculture,
- Investissements étrangers et commerce extérieur,
- Technologie de l’information,
- Affaires,
- Prix,
- Régions[3].

## Publications
Les publications, mensuelles, trimestrielles ou annuelles de GeoStat sont accessibles en langue géorgienne et en langue anglaise.
Il convient de noter que des institutions nationales étrangères, comme le Département d'État des États-Unis, la CIA, ou internationales comme les Nations unies,  
la Banque mondiale, le FMI , l’OCDE, l’Union européenne, ou des ONG, 
publient également des statistiques concernant la Géorgie, parfois dérivées de celles de GeoStat, parfois basée sur leurs propres travaux.